# Мойсеїв Закон

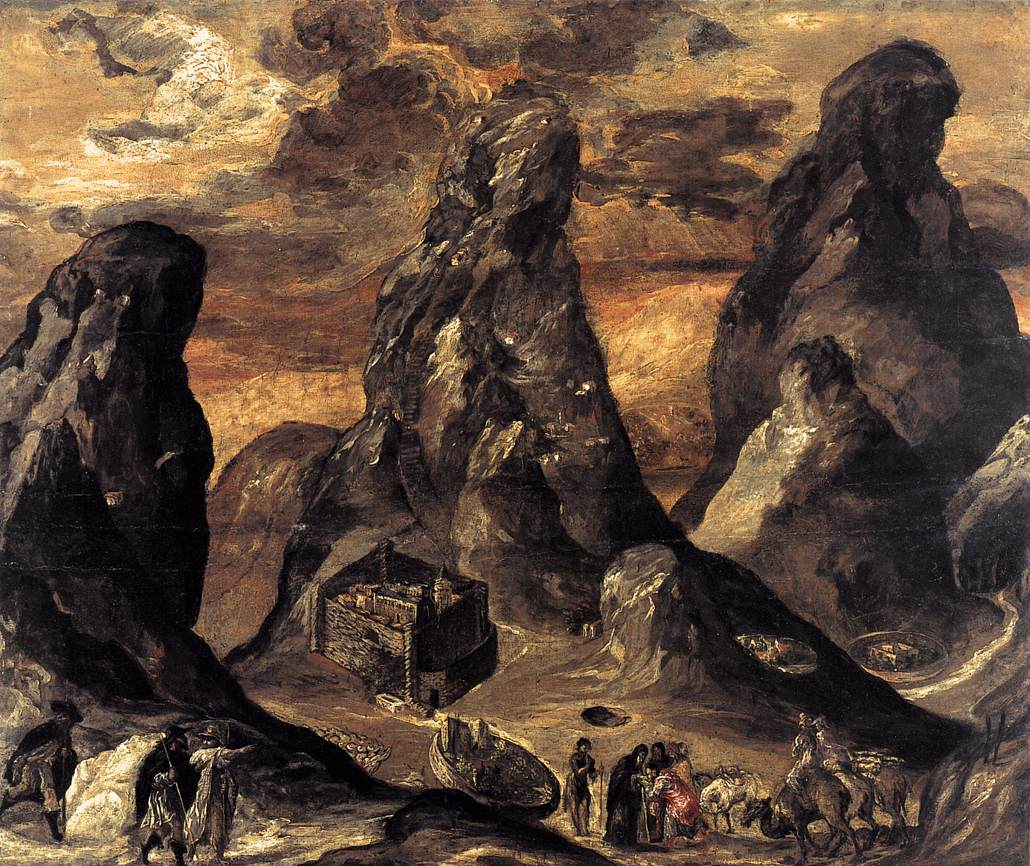
Вид Ель Греко на гору Синай (1570—1572), Історичний музей Криту

Мойсеїв Закон, Закон Мойсея (івр. תֹּורַת מֹשֶׁה — Торат Моше) — релігійний (церемоніальний), моральний (етичний), цивільний насамперед відноситься до перших п'яти книг єврейської Біблії — П'ятикнижжя Мойсея, або єврейської Тори. Традиційно вважається, що його написав Мойсей, більшість науковців вважають, що у П'ятикнижжя було багато авторів.

## Термінологія
Мойсеїв Закон або Тора Мойсея (іврит: תֹּורַת מֹשֶׁה‬ Торат Моше, Септуагінт дав.-гр. νόμος Μωυσῆ, nómos Mōusē, або в деяких англомовних перекладах «Вчення Мойсея») — це біблійний термін, вперше зустрічається в Книзі Ісуса Навина 8:31-32, де Ісус Навин пише єврейські слова «Торат Моше תֹּורַת מֹשֶׁה‬» на вівтар з каменів на горі Гевал. Текст продовжується:
«Відтак прочитав Ісус усі слова Закону, благословення і прокляття, як написано в книзі Закону. (оригінальне слово -Тора)» (Ісус Навин 8:34).
Цей термін зустрічається в єврейській Біблії 15 разів, ще 7 разів у Новому Завіті, і неодноразово в добу Другого Храму, міжзавітній, рабинській та патристичній літературі.
Єврейське слово для перших п'яти книг єврейської Біблії, Тора (що означає «закон» і було перекладено грецькою як «nomos» або «Закон») стосується тих самих п'яти книг, які української мовою називаються «П'ятикнижжя» (маючи на увазі п'ять книг Мойсея). На думку деяких вчених, використання назви «Тора» для позначення «П'яти книг Мойсея» єврейської Біблії чітко задокументовано лише з II сторіччя до Р. Х..
У сучасному вжитку Тора може посилатися на перші п'ять книг Танаху, як зазвичай називають Старий Завіт, на інструкції та заповіді (міцва), що містяться в 2–5-х книгах Єврейської Біблії, а також на весь Танах і навіть на весь Усний закон. Серед християн термін «Закон» може позначати все П'ятикнижжя, включаючи Буття, але це, як правило, стосується Нового Завіту, де номос «Закон» іноді відноситься до всіх п'яти книг, включаючи Буття. На думку сучасного канадського богослова Джона Ван Сетерса використання єврейського терміна «Тора» (Закон) для перших п'яти книг є оманливим, оскільки П'ятикнижжя «складається приблизно з однієї половини закону, а іншої половини розповіді».

## Закон на Стародавньому Близькому Сході
«Мойсеїв Закон» в Стародавньому Ізраїлі відрізнявся від інших правових кодексів на Стародавньому Близькому Сході, оскільки злочини розглядалися як злочини проти Бога, а не лише як злочини проти суспільства (цивільне право). Це контрастує зі шумерським кодексом Ур-Намму (близько 2100—2050 роки до Р. Х.) та вавилонським кодексом Хаммурапі (близько 1760 року до Р. Х., майже половина якого стосується договірного права). Проте вплив давньої близькосхідної правової традиції на право Стародавнього Ізраїлю визнано і добре задокументовано. Наприклад, ізраїльтянський суботній рік має попередні віддалені аналоги в акадських указів мешарум, щодо надання періодичної допомоги бідному. Інша важлива відмінність полягає в тому, що в давніх близькосхідних правових кодексах, як і в недавно розкопаних угаритських текстах, князеві відводилася важлива і остаточна роль в юридичному процесі. Стародавній Ізраїль, домонархічної доби, що починається з Давида, був теократією, а не монархією, та Бог найчастіше зображувався як цар.

## Єврейська Біблія

### Мойсей та авторство Закону
Згідно з єврейською Біблією, Мойсей був провідником раннього Ізраїлю з Єгипту; і традиційно перші п'ять книг Старого Завіту приписуються йому, хоча більшість сучасних вчених вважає, що авторів було декілька. Закон, приписуваний Мойсею, зокрема закони, викладені в книгах Левит і Повторення Закону, як наслідок стали вважатися вищими над усіма іншими джерелами влади (будь-яким царем та/або його чиновниками), а левити були опікунами і тлумачами Закону.
У Книзі Повторення Закону (31:26) записано, як Мойсей сказав: «Візьміть оцю книжку закону, і покладіть її праворуч Ковчега Заповіту Господа, Бога вашого, і вона там буде свідченням супроти тебе.». Подібні уривки, що посилаються на Закон, включають, наприклад, Вихід 17:14, «І сказав Господь Мойсеєві: Напиши це для пам'яті в книжку і навій Ісусові, що Я назовсім зітру пам'ять амаликитян із піднебесної.» Вихід 24:4, «І написав Мойсей усі слова Господні, і, підвівшися вдосвіта, спорудив під горою жертовника і дванадцять каменів, за числом дванадцяти колін Ізраїля.» Вихід 34:27 «І сказав Господь Мойсеєві: Напиши собі слова оці, бо в цих словах Я складу заповіта з тобою і з Ізраїлем.» і Левит 26:46 «Ось настанови і ухвали, і закони, котрі поставив Господь між Собою і поміж синами Ізраїля на горі Сінай, через Мойсея.».

### Пізніші посилання на Закон в єврейській Біблії
За правління побожного царя Йосії (641—609 роки до Р. Х.) у Соломонову Храмі було знайдено «Закон Мойсея»: «І сказав Хілкійя, першосвященик до писаря Шафана: Книгу Закону я знайшов у домі Господньому. І подав Хілкійя книгу Шафанові, і він читав її.» (4 Царів 22:8)
Ще одна згадка про «Книгу Закону Мойсея» міститься в Ісуса Навина 8:30-31.

### Зміст
Зміст Закону розповсюджується серед книг Вихід, Левит і Числа, а потім повторюється і додається у Повторенні Закону. Закон містить у собі:
- Десять заповідей;
- Моральні закони — про вбивства, крадіжки, чесність, перелюб тощо;
- Цивільні (суспільні) закони — про власність, спадщину, шлюб та розлучення;
- Харчові закони — про те, що є чистим і нечистим, про приготування їжі та її зберігання;
- Закони про чистоту — про менструацію, насіннєві виділення, шкірні захворювання та цвіль тощо;
- установа Господніх Свят — Пасха Господня (Лев. 23:5), Свято опрісноків Господеві (Лев. 23:6-8), День Коливного снопа (Лев. 23:10-15), Свято Тижнів (П'ятидесятниця, Шавуот; Лев 23:16-22), Свято Сурм (Лев. 23:23-25); День Спокути (Йом-Кіпур; Лев. 23:27-32), Свято Куренів (Суккот; Лев. 23:33-43) тощо;
- Жертви та жертви — жертва за гріх, цілопалення, ціла жертва, жертва приношення, пасхальна жертва, хлібна жертва, хвилеподібна, мирна жертва, ливна жерта, вдячна жертва, приношення тіста, приношення ладана, червона телиця, козел відпущення, перші плоди тощо;
- устави щодо священства та первосвященика, включаючи десятину;
- устави щодо скинії, що згодом були застосовані до Єрусалимського храму, включаючи ті, що стосуються Святого Святого, що містять Ковчег Завіту (в яких були скрижалі закону, жезл Аарона, манна). Інструкції та для спорудження різних вівтарів .
- устави щодо часу, коли Ізраїль вимагатиме царя.

## Рабинське тлумачення
Зміст інструкцій та їх тлумачень — «Усна Тора» — передавався усно, витягувався та кодифікувався в рабинському юдаїзмі, та в Талмуді були перераховані як 613 заповідей. Закон даний Мойсею на горі Синай (Hebrew Галаха ле-Моше мі-Sinai הלכה למשה מסיני) є галахічною відмінністю.
Рабинський юдаїзм стверджує, що Мойсей подавав закони єврейському народові, і що закони не поширюються на язичників (включаючи християн), за винятком Семи законів Ноя, які (за юдаїстичним вченням) застосовуються до всіх людей.

## Християнська інтерпретація
Більшість християн вважають, що досі застосовуються лише ті частини, що стосуються морального закону (на відміну від церемоніального закону); інші вважають, що жоден не застосовується, богослови подвійного завіту вважають, що Старий Завіт залишається чинним лише для євреїв, а меншість вважає, що всі частини досі стосуються віруючих в Ісуса та в Новий Завіт.

## Дивитися також
- Матвій 5 (Антитези)
- Мойсей в ісламі